# Knud Bidstrup
Pavia Jørgen Knud Peter Bidstrup (* 5. Dezember 1907 in Tasiusaq; † unbekannt) war ein grönländischer Landesrat.

## Leben
Knud Bidstrup war der Sohn des Jägers Peter Carl Julius Bidstrup (1876–1913) und seiner Frau Mariane Johanne Ane Halsøe (1879–1919). Er war ein Neffe von Johan Bidstrup (1867–1920). Am 26. Januar 1933 heiratete er in Tasiusaq Dorthe Karen Theresie Pouline Pollas (1913–?), Tochter von Pavia Adolf Rasmus Pollas (1885–?) und seiner Frau Anna Karen Karoline Nielsen (1885–?), einer Schwester der Udstedsverwalter und Landesräte Jens Nielsen (1887–?) und Hans Nielsen (1891–?).
Knud Bidstrup lebte als Jäger in Tasiusaq. 1939 vertrat er seinen Schwiegeronkel Jens Nielsen im nordgrönländischen Landesrat.